# Юнацька збірна Швейцарії з футболу (U-18)
Юнацька збірна Швейцарії з футболу (U-18) — національна футбольна збірна Швейцарії, що складається із гравців віком до 18 років. Керівництво командою здійснює Швейцарська футбольна асоціація. Збірна може брати участь у товариських і регіональних змаганнях.
Формує найближчий кадровий резерв для основної юнацької збірної, команди до 19 років, яка може кваліфікуватися на Юнацький чемпіонат Європи з футболу (U-19). До зміни формату юнацьких чемпіонатів Європи у 2001 році саме команда 18-річних функціонувала як основна юнацька збірна і була учасником континентальної юнацької першості з футболу.